# فرانك كراتوفيل
فرانك كراتوفيل الابن (بالإنجليزية: .Frank Kratovil Jr) سياسي ديمقراطي أمريكي، خدم في مجلس النواب الأمريكي كعضو عن المقاطعة الأولى بولاية ماريلاند من العام 2009 وحتى العام 2011، كما كان سابقاً مدعي الولاية لمقاطعة الملكة آن من العام 2003 وحتى العام 2008 وشغل قبلها منصب مساعد مدعي الولاية من العام 1994 وحتى العام 2001.